# Pucari
Pucari je naseljeno mjesto u sastavu općine Bosanska Dubica, Republika Srpska, BiH.

## Stanovništvo
| Pucari             |              |
| godina popisa      | 1991.        |
| Srbi               | 231 (97,06%) |
| Hrvati             | 0            |
| Muslimani          | 0            |
| Jugoslaveni        | 7 (2,94%)    |
| ostali i nepoznato | 0            |
| ukupno             | 238          |